# Supercopa de Croacia
La Supercopa de Croacia es un trofeo de fútbol disputado anualmente en Croacia. Participan el campeón de la Liga de Croacia (Prva HNL) contra el ganador de la Copa de Croacia. Las primeras ediciones se disputaron de 1992 a 1994, sin embargo estas no son consideradas oficiales. La competición se retomó de manera oficial en 2002.
Como dato curioso si un equipo consigue el doblete en la temporada (liga y copa) la Supercopa no se disputara quedando vacante hasta la siguiente temporada.

## Palmarés

### Ediciones no oficiales
| Temporada | Campeón      | Resultado           | Finalista      |
| --------- | ------------ | ------------------- | -------------- |
| 1992      | Hajduk Split | 0-0 (3-1 pen.)      | Inter Zaprešić |
| 1993      | Hajduk Split | 4-4, 0-0            | Croacia Zagreb |
| 1994      | Hajduk Split | 1-0, 0-1 (5-4 pen.) | Croacia Zagreb |

### Ediciones oficiales
| Temporada | Campeón                                      | Resultado                                    | Finalista                                    |                                              |
| --------- | -------------------------------------------- | -------------------------------------------- | -------------------------------------------- | -------------------------------------------- |
| 2002      | Dinamo Zagreb                                | 3-2                                          | NK Zagreb                                    |                                              |
| 2003      | Dinamo Zagreb                                | 4-1                                          | Hajduk Split                                 |                                              |
| 2004      | Hajduk Split                                 | 1-0                                          | Dinamo Zagreb                                |                                              |
| 2005      | Hajduk Split                                 | 1-0                                          | HNK Rijeka                                   |                                              |
| 2006      | Dinamo Zagreb                                | 4-1                                          | HNK Rijeka                                   |                                              |
| 2007      | No disputada, Dinamo Zagreb ganó el doblete. | No disputada, Dinamo Zagreb ganó el doblete. | No disputada, Dinamo Zagreb ganó el doblete. | No disputada, Dinamo Zagreb ganó el doblete. |
| 2008      | No disputada, Dinamo Zagreb ganó el doblete. | No disputada, Dinamo Zagreb ganó el doblete. | No disputada, Dinamo Zagreb ganó el doblete. | No disputada, Dinamo Zagreb ganó el doblete. |
| 2009      | No disputada, Dinamo Zagreb ganó el doblete. | No disputada, Dinamo Zagreb ganó el doblete. | No disputada, Dinamo Zagreb ganó el doblete. | No disputada, Dinamo Zagreb ganó el doblete. |
| 2010      | Dinamo Zagreb                                | 1-0                                          | Hajduk Split                                 |                                              |
| 2011      | No disputada, Dinamo Zagreb ganó el doblete. | No disputada, Dinamo Zagreb ganó el doblete. | No disputada, Dinamo Zagreb ganó el doblete. | No disputada, Dinamo Zagreb ganó el doblete. |
| 2012      | No disputada, Dinamo Zagreb ganó el doblete. | No disputada, Dinamo Zagreb ganó el doblete. | No disputada, Dinamo Zagreb ganó el doblete. | No disputada, Dinamo Zagreb ganó el doblete. |
| 2013      | Dinamo Zagreb                                | 1–1 (4–1 pen.)                               | Hajduk Split                                 |                                              |
| 2014      | HNK Rijeka                                   | 2–1                                          | Dinamo Zagreb                                |                                              |
| 2015      | No disputada, Dinamo Zagreb ganó el doblete. | No disputada, Dinamo Zagreb ganó el doblete. | No disputada, Dinamo Zagreb ganó el doblete. | No disputada, Dinamo Zagreb ganó el doblete. |
| 2016      | No disputada, Dinamo Zagreb ganó el doblete. | No disputada, Dinamo Zagreb ganó el doblete. | No disputada, Dinamo Zagreb ganó el doblete. | No disputada, Dinamo Zagreb ganó el doblete. |
| 2017      | No disputada, HNK Rijeka ganó el doblete.    | No disputada, HNK Rijeka ganó el doblete.    | No disputada, HNK Rijeka ganó el doblete.    | No disputada, HNK Rijeka ganó el doblete.    |
| 2018      | No disputada, Dinamo Zagreb ganó el doblete. | No disputada, Dinamo Zagreb ganó el doblete. | No disputada, Dinamo Zagreb ganó el doblete. | No disputada, Dinamo Zagreb ganó el doblete. |
| 2019      | Dinamo Zagreb                                | 1–0                                          | HNK Rijeka                                   |                                              |
| 2020      | No disputada, APLAZADO INDEFINIDAMENTE.      | No disputada, APLAZADO INDEFINIDAMENTE.      | No disputada, APLAZADO INDEFINIDAMENTE.      | No disputada, APLAZADO INDEFINIDAMENTE.      |
| 2021      | No disputada, Dinamo Zagreb ganó el doblete. | No disputada, Dinamo Zagreb ganó el doblete. | No disputada, Dinamo Zagreb ganó el doblete. | No disputada, Dinamo Zagreb ganó el doblete. |
| 2022      | Dinamo Zagreb                                | 0–0 (4–1 pen.)                               | Hajduk Split                                 |                                              |
| 2023      | Dinamo Zagreb                                | 1–0                                          | Hajduk Split                                 |                                              |
| 2024      | No disputada, Dinamo Zagreb ganó el doblete. | No disputada, Dinamo Zagreb ganó el doblete. | No disputada, Dinamo Zagreb ganó el doblete. | No disputada, Dinamo Zagreb ganó el doblete. |
| 2025      | No disputada, HNK Rijeka ganó el doblete.    | No disputada, HNK Rijeka ganó el doblete.    | No disputada, HNK Rijeka ganó el doblete.    | No disputada, HNK Rijeka ganó el doblete.    |

## Títulos por club
| Club           | Campeón | Finalista | Años Campeón                                   |
| -------------- | ------- | --------- | ---------------------------------------------- |
| Dinamo Zagreb  | 8       | 4         | 2002, 2003, 2006, 2010, 2013, 2019, 2022, 2023 |
| Hajduk Split   | 5       | 5         | 1992, 1993, 1994, 2004, 2005                   |
| HNK Rijeka     | 1       | 3         | 2014                                           |
| Inter Zaprešić | -       | 1         | ---                                            |
| NK Zagreb      | -       | 1         | ---                                            |